# Lijst van rijksmonumenten in Wezep
De plaats Wezep telt 21 inschrijvingen in het rijksmonumentenregister. Hieronder een overzicht.
| Object                                                                            | Oorspronkelijke functie?  | Bouwjaar                | Architect | Locatie                    | Coördinaten?                  | Nr.?   | Afbeelding        |
| --------------------------------------------------------------------------------- | ------------------------- | ----------------------- | --------- | -------------------------- | ----------------------------- | ------ | ----------------- |
| Gaaf bewaarde hoeve met rieten wolfdak                                            | Boerderij                 | eerste helft 19e eeuw   |           | Zuiderzeestraatweg 444     | 52° 28' 24" NB, 5° 58' 45" OL | 31392  | Meer afbeeldingen |
| Gepleisterde hoeve met dwars voor de stal gebouwd woonhuis onder rieten schilddak | Boerderij                 |                         |           | Zuiderzeestraatweg 446     | 52° 28' 14" NB, 5° 59' 2" OL  | 31393  | Meer afbeeldingen |
| De Oldhorst: hoofdgebouw                                                          | Kasteel, buitenplaats     | 1751                    |           | Zuiderzeestraatweg 415     | 52° 27' 48" NB, 5° 57' 14" OL | 519797 | Meer afbeeldingen |
| De Oldhorst: historische tuin- en parkaanleg                                      | Tuin, park en plantsoen   | eerste helft 19e eeuw   |           | Zuiderzeestraatweg bij 415 | 52° 27' 48" NB, 5° 57' 13" OL | 519844 | Meer afbeeldingen |
| De Oldhorst: grot                                                                 | Tuin, park en plantsoen   | ca. 1820                |           | Zuiderzeestraatweg bij 415 | 52° 27' 48" NB, 5° 57' 13" OL | 519845 | Meer afbeeldingen |
| De Oldhorst: toegangshek                                                          | Tuin, park en plantsoen   | 19e eeuw                |           | Zuiderzeestraatweg bij 415 | 52° 27' 56" NB, 5° 57' 10" OL | 519846 | Meer afbeeldingen |
| De Vollenhof: hoofdgebouw                                                         | Kasteel, buitenplaats     | 1809-1828               |           | Zuiderzeestraatweg 417     | 52° 27' 51" NB, 5° 57' 25" OL | 527940 | Meer afbeeldingen |
| De Vollenhof: historische tuin- en parkaanleg                                     | Tuin, park en plantsoen   | 18e eeuw                |           | Zuiderzeestraatweg bij 417 | 52° 27' 35" NB, 5° 57' 38" OL | 527941 | Upload foto       |
| De Vollenhof: koetshuis                                                           | Bijgebouwen kastelen enz. | ca. 1700-1750           |           | Zuiderzeestraatweg bij 417 | 52° 27' 52" NB, 5° 57' 25" OL | 527942 | Meer afbeeldingen |
| De Vollenhof: toegangshek                                                         | Tuin, park en plantsoen   | 19e eeuw                |           | Zuiderzeestraatweg bij 417 | 52° 27' 60" NB, 5° 57' 20" OL | 527943 | Meer afbeeldingen |
| De Vollenhof: koude bakken                                                        | Tuin, park en plantsoen   |                         |           | Zuiderzeestraatweg bij 417 | 52° 27' 54" NB, 5° 57' 22" OL | 527944 | Upload foto       |
| De Vollenhof: boerderij de vollenhof                                              | Bijgebouwen kastelen enz. | 1722                    |           | Vollenhofsweg 3            | 52° 27' 50" NB, 5° 57' 27" OL | 527945 | Meer afbeeldingen |
| De Vollenhof: voormalige tuinmanswoning                                           | Bijgebouwen kastelen enz. | 1919-1920               |           | Vollenhofsweg 6            | 52° 27' 49" NB, 5° 57' 32" OL | 527946 | Meer afbeeldingen |
| De Oldhorst: koetshuis                                                            | Bijgebouwen kastelen enz. | laatste kwart 19e eeuw  |           | Zuiderzeestraatweg 413     | 52° 27' 51" NB, 5° 57' 14" OL | 528730 | Upload foto       |
| IJsselvliedt: hoofdgebouw                                                         | Kasteel, buitenplaats     | 1824                    |           | IJsselvliedtlaan 1         | 52° 28' 9" NB, 5° 59' 2" OL   | 529076 | Meer afbeeldingen |
| IJsselvliedt: park- en tuinaanleg                                                 | Tuin, park en plantsoen   | 18e eeuw (oorsprong)    |           | IJsselvliedtlaan bij 1     | 52° 28' 13" NB, 5° 58' 39" OL | 529077 | Meer afbeeldingen |
| IJsselvliedt: tuinmanswoning                                                      | Bijgebouwen kastelen enz. | 1845                    |           | IJsselvliedtlaan 2         | 52° 28' 8" NB, 5° 59' 8" OL   | 529078 | Upload foto       |
| IJsselvliedt: koetshuis                                                           | Bijgebouwen kastelen enz. | midden 19e eeuw         |           | IJsselvliedtlaan 3         | 52° 28' 7" NB, 5° 59' 2" OL   | 529079 | Meer afbeeldingen |
| IJsselvliedt: tuinmuur                                                            | Tuin, park en plantsoen   | eind 19e/begin 20e eeuw |           | IJsselvliedtlaan bij 1     | 52° 28' 10" NB, 5° 58' 56" OL | 529081 | Upload foto       |
| IJsselvliedt: duiventil                                                           | Tuin, park en plantsoen   | midden 19e eeuw         |           | IJsselvliedtlaan bij 1     | 52° 28' 10" NB, 5° 59' 14" OL | 529082 | Meer afbeeldingen |
| IJsselvliedt: begraafplaats                                                       | Tuin, park en plantsoen   | 1885 en later (graven)  |           | IJsselvliedtlaan bij 5     | 52° 27' 59" NB, 5° 58' 41" OL | 529083 | Upload foto       |